# Крот Йосип Тимофійович
Йосип Тимофійович Крот, псевдо «Яблуня» (нар. 19 серпня 1925, Степань, Рівненська область — пом. 13 травня 2019, Труди, Рівненська область) — підпільник ОУН, вояк УПА. У документах було помилково вказано, що народився 1930 року.

## Із життєпису
Почав допомагати українським повстанцям як зв'язковий 1941 року. Бійці шукали юнака для передачі важливих записок («ґрипсів»), Йосип погодився допомагати і взяв псевдо «Яблуня». Про діяльність Йосипа знали тільки провідник та кілька бійців, він залишав послання в схованці у старій консерві, а з іншої забирав відповіді. Завдяки невеликому зросту Йосипа вважали підлітком, що дозволяло йому гуляти поблизу окупаційних більшовицьких військ, підслуховуючи розмови солдатів і рахуючи їхні сили.
Вступив до лав ОУН 1941 року. У 1944 році совєцькі війська заарештували батька Йосипа, згодом — брата Андрія (1928 р. н.) і почали розшукувати Йосипа, тож він перейшов на підпільне становище. Після того, як радянські війська спалили батьківський будинок, переховувався в криївці. Після її викриття втік і жив у Полицях, згодом у Великій Осниці поблизу Маневичів. Захворівши на тиф, на три тижні втратив зір.
З 1943 року — зв'язковий військової округи «Заграва» УПА-Північ. Воював у Володимирецькому районі, в боївці діяча Служби Безпеки «Богдана» (Кіндрат Шух). 29 червня 1945 року, в бою біля села Полиці, був поранений. Тоді загинуло 12 вояків УПА з підрозділу «Білого», ще двоє потрапили до полону. Довгий час переховувався в криївці, на луці, біля села Маюничі.
1947 року заарештований та засуджений до 15 років таборів, але завдяки помилці в документах його вважали на 5 років молодшим, тож отримав 10 років. До 1954 року перебував у концентраційних таборах Воркути, де брав участь у табірних повстаннях. Провів у таборах майже 7 з половиною років.
Від виснажливої роботи потрапив до лікарні, де зустрів легендарного повстанського хірурга Євгена Омельчука, який взяв його до себе санітаром і тим самим врятував життя Йосипу. Звільнений 30 вересня 1954 року, жив у сестри в селі Гута Степанського району, опанував професію електрика, їздив на заробітки до Казахстану.
Проживав у Трудах Сарненського району Рівненщини. Одружився 1958 року, дружина померла 2015 року. Через поважний вік тяжко хворів.
Помер 13 травня 2019 року в Трудах, похований в Степані.

## Сім'я
- Батько Тиміш Корнійович, мати — Анастасія Хомівна, брат і сестра.
- Виховує трьох дітей: сина Степана, доньок Валентину та Надію.

## Нагороди
- Дві відзнаки Рівненської обласної Спілки офіцерів України[9][10].
- Подяка Патріарха Філарета (УПЦ КП).
- Медаль «За любов і жертовність до України» від Патріарха Філарета (УПЦ КП, 2017 рік).
- Орден «За заслуги» III ступеня[11][12].